# Маленький Тони
«Маленький Тони» (нидерл. Kleine Teun) — нидерландский фильм.

## Сюжет
Маленький Тони — обычный младенец, появившийся на свет, чтобы быть залогом чьих-то взрослых отношений. Его отец — неграмотный фермер Бранд. Устав читать ему надписи и титры с телевизора, жена выписывает на ферму учительницу чтения и с азартом наблюдает возникающий между ними роман. Бесплодная, она рассчитывает, что училка родит её мужу сына, а потом она как-нибудь от неё избавится.
Вармердам утверждает, что ещё до того, как сесть за сценарий, знал, что в конце кого-то должны убить, но так и не придумал кого. Во время съёмок он предложил каждому из трёх актёров всадить в другого нож и выбрал убийцу и жертву из той пары, у которой это получилось правдоподобнее других. В общем, у маленького Тони остались папа и мама. Полная семья. Полный счастливый конец.

## В ролях
- Алекс ван Вармердам — Брант
- Аннет Малерб — Кит
- Ариан Шлутер — Лена
- Себастиан те Виерик — Маленький Тони
- Марк ван Вармердам — сосед
- Майке Меджер — молодая мать